# Kfar Eldad
Kfar Eldad (hebrejsky: כפר אלדד, podle Jisraele Eldada, aktivisty pravicové vojenské organizace Lechi – doslova „Eldadova vesnice“) je izraelská osada typu společná osada (jišuv kehilati) na Západním břehu Jordánu v distriktu Judea a Samaří a v Oblastní radě Guš Ecion.

## Geografie
Nachází se v nadmořské výšce cca 570 metrů v severní části Judska a ve východní části Judských hor, v místech přechodu do Judské pouště, cca 7 kilometrů jihovýchodně od města Betlém, cca 13 kilometrů jižně od historického jádra Jeruzalému a cca 65 kilometrů jihovýchodně od centra Tel Avivu. Osada je na dopravní síť Západního břehu Jordánu napojena pomocí lokální silnice číslo 398, která vede od roku 2007 částečně v nové trase (obchvaty palestinských sídel) do Jeruzalému.
Kfar Eldad je součástí volné skupiny izraelských sídel ve východní části Guš Ecion, která je situována na východním okraji hustě zalidněných Judských hor a je obklopena četnými palestinskými obcemi. Nedaleko Kfar Eldad leží větší izraelská osada Nokdim, jako jejíž součást Kfar Eldad původně vznikl. Necelé dva kilometry severozápadně od Kfar Eldad se tyčí starověká pevnost Herodium.

## Dějiny
V roce 1992 na místě nynější osady Kfar Eldad pobývalo v provizorních podmínkách několik rodin, které se usadily poblíž zdejší základny izraelské armády. Pak většina těchto rodin přesídlila do nedaleké osady Nokdim. Dvě rodiny ale zůstaly na místě a rozhodly se, že zde založí trvalou civilní osadu. V roce 1994 zde pak vznikla skutečně osada Kfar Eldad.
Kfar Eldad vznikl jako satelitní osada již existující osady Nokdim. Za součást Nokdim je i nadále administrativně formálně považována, třebaže fakticky jde o nezávislou obec s vlastním zastoupením v Oblastní radě Guš Ecion. Podle organizace Yesha ale osada vznikla až v roce 1999. Zástavba v Kfar Eldad od počátku měla charakter provizorních domů a tuto podobu si udržuje i v současnosti. V obci funguje synagoga.
Počátkem 21. století nebyl Kfar Eldad stejně jako téměř celá oblast východního Guš Ecion zahrnut do bezpečnostní bariéry.

## Demografie
Obyvatelstvo Kfar Eldad je v databázi rady Ješa popisováno coby smíšené, tedy složené ze sekulárních i nábožensky založených Izraelců. Obec je formálně a z hlediska statistických šetření stále považována za pouhou součást osady Nokdim, proto nejsou k dispozici přesné údaje o demografickém vývoji. Databáze rady Ješa zde uvádí 200 stálých obyvatel. Internetové stránky obce hovoří o cca 120 obyvatelích.